# Brillenversicherung
Eine Brillenversicherung ist ein Versicherungsprodukt privater Krankenversicherer und anderer Versicherungsunternehmen und gehört zur Gruppe der Individualversicherungen. Auf die Streichung einer Reihe von Leistungen im Jahr 2004 in der gesetzlichen Krankenversicherung hat die private Versicherungswirtschaft in Deutschland reagiert und bietet zu unterschiedlichen Tarifen verschiedene Leistungen an. Diese werden als separate Einzelversicherung oder als Zusatzoption innerhalb eines umfassenderen Versicherungspaketes angeboten. Auch manche deutsche Krankenkasse bietet ihren Kunden ein entsprechendes Angebot. Abgeschlossen werden die Versicherungen nicht selten direkt in Augenoptikerfachgeschäften, die mit den Versicherungsunternehmen entsprechende Verträge abgeschlossen haben. Sie sind damit ein wichtiges Instrument zur Kundenbindung und für die Berufsgruppe von hohem ökonomischem Stellenwert.
Da die meisten Versicherungsunternehmen ein entsprechendes Angebot in ihrem Portfolio führen, kann man bei der Brillenversicherung von einem Standardprodukt sprechen. Bei 64 % erwachsener und 15 % jugendlicher Brillenträger liegt der potentielle Kundenkreis allein in Deutschland bei über 41,1 Millionen und birgt somit eine erhebliche wirtschaftliche Relevanz.

## Leistung
Die Leistungen bestehen in der Regel entweder aus der kostenlosen oder vergünstigten Anschaffung von Brillenfassungen und ‑gläsern einer bestimmten Qualitätsgruppe oder der Zuzahlung eines vereinbarten Geldbetrages zum Kauf- oder Erstattungspreis. Der Versicherungsfall kann durch die Änderung der Glasstärke oder Verlust oder Beschädigung eintreten. Bei manchen Verträgen ist der Anspruch auf einen bestimmten Zeitraum beschränkt. Eine Vereinheitlichung der Leistungen hinsichtlich Umfang und Zeitraum gibt es nicht, was einen Vergleich und die Beurteilung hinsichtlich ihres Nutzens erschwert.

## Rezeption
Brigitte Mayer, Versicherungsexpertin der Verbraucherzentrale Hessen, riet 2009 von der Nulltarif-Versicherung von HanseMerkur, die die Augenoptiker-Kette Fielmann anbietet, ab, weil es sich nicht lohne, Brillen zu versichern. Außerdem seien die Leistungen wegen der Vorgabe bestimmter Gläser und Fassungen sowie durch die Bindung an Fielmann eingeschränkt, und erst ab einer bestimmten Dioptrienveränderung würden neue Gläser genehmigt.
Die Stiftung Warentest kam 2011 zu dem Ergebnis, dass es oft günstiger sei, keine Brillenversicherung abzuschließen und stattdessen Rücklagen für den akuten Bedarfsfall zu bilden, um die Kosten dann selbst zu übernehmen.
Die Verbraucherzentrale Nordrhein-Westfalen rät, vor Abschluss von Zusatzversicherungen zur gesetzlichen Krankenversicherung, wie beispielsweise der Brillenversicherung oder Zahnzusatzversicherung, deren Notwendigkeit zu prüfen.

## Situation in der Schweiz und in Österreich
Brillenversicherungen mit unterschiedlichen Konditionen und Leistungen werden ebenfalls in der Schweiz und in Österreich angeboten, dies insbesondere auch durch deutsche Unternehmen, die international tätig sind oder durch große Handelsketten.